# Аварски език
Аварският език (на аварски: авар мацI [awar maʦʼː], магIарул мацI [maʕarul maʦʼː])) е кавказки език, говорен от аварците (кавказки авари).
Той е сред официалните езици Република Дагестан в Руската федерация. Разпространен е и в съседни области. Не бива да се бърка с езика на аварите от ранното Средновековие, който се обозначава като тюрко-аварски език.
Аварският език има важно значение като „lingua franca“ за малки народи в Дагестан.

## Писменост
Езикът има сравнително дълга писмена история. От XV век се използва грузинската азбука, а под персийско влияние от XVII век се използва арабската азбука. През 1937 година се въвежда разширен вариант на руската кирилица. Тъй като езикът има много на брой съгласни, те се предават на кирилица като двубуквени съчетания – буква и палочка (малка отвесна чертица).
- Съвременната аварска азбука има 51 букви.

| а  | б  | в    | г  | гъ | гь | гI | д    |
| е  | ё  | ж    | з  | и  | й  | к  | къ   |
| кь | кI | кIкI | кк | л  | м  | н  | о    |
| п  | р  | с    | т  | тI | у  | ф  | х    |
| хх | хъ | хь   | хI | ц  | цц | цI | цIцI |
| ч  | чI | чIчI | ш  | щ  | ъ  | ы  | ь    |
| э  | ю  | я    |    |    |    |    |      |

## Изрази
- ВорчӀами! – Здравей!
- Щиб хӀal бугеб? – Как си?
- Дуда цӀар щиб? – Как се казваш?
- Чан сон дур бугеб? – На колко години си?
- Киве мун унев вугев? 	– Къде отиваш?
- ТӀаса лъугьа! – Извинявай!
- Киве гьитӀинав вас унев вугев? – Къде отива момченцето?
- Васас шиша бекана. – Шишето се счупи.
- Гьез нух гьабулеб буго. – Строят пътя.